# Пожарный вертолёт
Пожарный вертолёт — вертолёт, предназначенный для тушения пожара с воздуха методом водной бомбардировки (слива воды на подлежащий тушению пожар). Как правило пожарный вертолёт оборудован подвесным водосливным устройством, которым необходимая для тушения пожара вода зачерпывается в ближайшем водоеме (сухопутные пожарные вертолёты) или бортовыми водными цистернами (пожарные вертолеты-амфибии).

## Достоинства
- Способность достигать недоступных для наземной пожарной техники и пожарных речных и морских судов очагов пожара.
- Независимость от оборудованных аэродромов (в сравнении с пожарным самолётом) или от размеров акватории используемых водоемов (в сравнении с пожарным гидросамолётом) — даже тяжёлый вертолёт способен использовать для взлёта и посадки любую достаточного размера площадку и не нуждается во взлётно-посадочной полосе.
- Гибкость боевого применения, — пожарный вертолёт способен за считанные секунды сбросить до нескольких тонн (для тяжёлого пожарного вертолёта) воды как прицельно, зависнув над подлежащим ликвидации очагом пожара, так и туша пожар на площади (длина и ширина зоны тушения пожара варьируется соответственно горизонтальной скоростью и высотой боевого водосброса).

- Вертолёт Ка-32 тушит пожар на складе в Москве, 2010 год
- Ка-32 с подвесным водосливным устройством
- Транспортировка в подвесном устройстве вертолётом Ми-26 МЧС России воды для тушения пожара
- Ми-26 с подвесным водосливным устройством тушит пожар. Москва, 2006 год
- S-64 Skycrane

## Недостатки
- вертолёт является дорогостоящей в эксплуатации техникой